# Jan Gross
Jan Gross (11. února 1929, Praha – 14. dubna 1994, Plzeň) byl český divadelní a filmový herec.

## Život
Absolvoval obor činoherní herectví na Divadelní akademii múzických umění v Praze (1951). Po studiích působil v oblastních divadlech v Liberci, Gottwaldově a v pražském Divadle Jiřího Wolkera, od roku 1967 byl členem souboru činohry Divadla J. K. Tyla v Plzni. Plzeňskému divadlu zůstal věrný, až na krátkou přestávku, do konce svého života. Gross se podruhé oženil s Marií Texelovou, tehdejší režisérkou plzeňského studia Československého rozhlasu. Sňatek přinesl ještě nevlastní dceru Alexandru (z prvního manželství M. Texelové s Karlem Texelem).
Herectví se nevěnoval pouze na divadelních prknech, ale také za mikrofonem v Čs. rozhlasu. Mezi jeho významné divadelní role patřil Karel IV. ve Šmahelově Cestě Karla IV. do Francie nebo role Starce v Radoeově Lidožroutce. Ztvárnil také množství dramatických postav v rozhlasových hrách, za zmínku stojí Dostojevského Idiot v roli Rogozina nebo Soudce v Roseho Dvanácti rozhněvaných mužích. Na filmovém plátně se objevil v akčním snímku Atrakce švédského zájezdu (role psychiatra) a ve Šteindlerově komedii Vrať se do hrobu! jako gymnaziální profesor. Epizodní roli ztvárnil v televizním seriálu Dobrodružství kriminalistiky.
Na začátku 70. let se postavil za režiséra Jana Papeže, který musel odejít z plzeňského divadla, neboť tehdejší normalizační vedení vidělo v jeho tvorbě kritiku režimu. Gross byl za svůj statečný postoj z divadla propuštěn a od roku 1970 pracoval jako řidič tramvaje. Jako herec nastoupil v roce 1972 do chebského divadla, v roce 1974 dostal svolení vrátit se zpět do Plzně. V plzeňském divadle zůstal až do své smrti v roce 1994. Na začátku roku 1994 se jeho zdravotní stav zhoršil, v dubnu prodělal infarkt a na divadelní prkna se již nevrátil. Jan Gross zemřel na rakovinu plic ve Fakultní nemocnici v Plzni.